# Acanthodoras
Acanthodoras is een geslacht van straalvinnige vissen uit de familie van de doornmeervallen (Doradidae).

## Soorten
- Acanthodoras cataphractus (Linnaeus, 1758)
- Acanthodoras depressus (Steindachner, 1881)
- Acanthodoras spinosissimus (Eigenmann & Eigenmann, 1888)